# Potamophila
Potamophila és un gènere de plantes de la família de les poàcies. És originari d'Austràlia. El nom del gènere deriva de les paraules gregues potamos (riu) i --philus (amor), en al·lusió a l'hàbitat de l'espècie.

## Taxonomia
- Potamophila leersioides
- Potamophila letestui
- Potamophila parviflora
- Potamophila prehensilis
- Potamophila schliebenii